# عبد الغني العقبي
عبد الغني العقبي هو سياسي وموظف جزائري رفيع المستوى، وقد شغل منصب وزير التجارة 8 مارس 1979 إلى 15 جويلية 1980 في عهد الرئيس الجزائري الشاذلي بن جديد.  

## سيرة
حصل عبد الغني العقبي على شهادة في القانون من جامعة كاليفورنيا في ريفرسايد.
قائد سابق في جيش التحرير الوطني الجزائري وفي جبهة التحرير الوطني الجزائرية.
شغل عدة مناصب والي في سطيف، باتنة، وهران، قسنطينة.
في مارس 1979، تم تعيينه وزيراً للتجارة في حكومة محمد عبد الغني، في عهد الرئيس الشاذلي بن جديد، وهو المنصب الذي تركه خلال التعديل الوزاري في 15 يوليو 1980. 
في الوقت نفسه، عمل في منصب سفير في إيطاليا في تونس وفي جمهورية الصين الشعبية وفي جمهورية النيجر.
في عام 2010، تم تعيينه عضوا في مجلس الأمة.

## المناصب
- والي سطيف (? 1964).
- والي باتنة (? 1965).
- والي وهران (1965 ?).
- والي قسنطينة (1974 ?).
- وزير التجارة (1979 - 1980)

1. ↑  quirinale.it (بالإيطالية), QID:Q106771968